# Profronde van Tiel
De Profronde van Tiel was een na-Tourcriterium dat jaarlijks werd gehouden in Tiel. Het bochtige parcours van 1370 meter liep door de Tielse binnenstad en over de Waalkade. Onder de renners gold het als 'het zwaarste criterium van Nederland'. De profronde trok jaarlijks 20.000 bezoekers.

## Geschiedenis
Van 1980 tot en met 1994 vond de Profronde van Tiel jaarlijks plaats. Bekende deelnemers waren onder andere Bernard Hinault, Greg LeMond, Joop Zoetemelk, Steven Rooks, Jan Raas, Hennie Kuiper, Gerrie Knetemann, Peter Winnen en Johan van der Velde. De wielerronde kon rekenen op een goed deelnemersveld en stond in het peloton zeer goed aangeschreven. Sportverslaggever Theo Koomen reed mee op de motor. De voorlopig laatste Profronde, in 1994, werd gewonnen door Bart Voskamp, met Djamolidin Abdoesjaparov als tweede.
Op 31 juli 2011 werd dit evenement opnieuw gehouden. Er deed een aantal Nederlandse toppers uit de Tour de France 2011 mee: Bauke Mollema, Lars Boom, Maarten Tjallingii en Laurens ten Dam van de Raboploeg. Daarnaast kwamen van het Vacansoleil Pro Cycling Team tourheld Johnny Hoogerland, bekend van het prikkeldraadincident, en Nederlands kampioen Pim Ligthart naar Tiel. 
Tot en met 2017 was er weer jaarlijks een Profronde, in 2013 voor het eerst ook met een internationaal damescriterium. De heren-profs reden 80 km, de dames 65 km en de amateurs 50 km. In 2015 ging aan de profronde een prominentenkoers vooraf met oud-profs zoals Joop Zoetemelk, Hennie Kuiper, Peter Winnen, Johan van der Velde, Gert Jakobs, Henk Lubberding, Adri en Jan van Houwelingen en Jeroen Blijlevens. In 2016 werd na een afwezigheid van zes jaar weer een dernycriterium gereden door oud-profs. In 2017 werd een koppelkoers gereden, waarin oud-profs als Andrea Tafi, Johan Museeuw, Bart Voskamp, Rob Harmeling, Erwin Nijboer en Gert Jakobs lokaal bekende personen meekregen.
In januari 2018 maakte Stichting Wielerpromotie Rivierenland bekend dat er geen nieuwe profronde meer komt.

## Lijst van winnaars

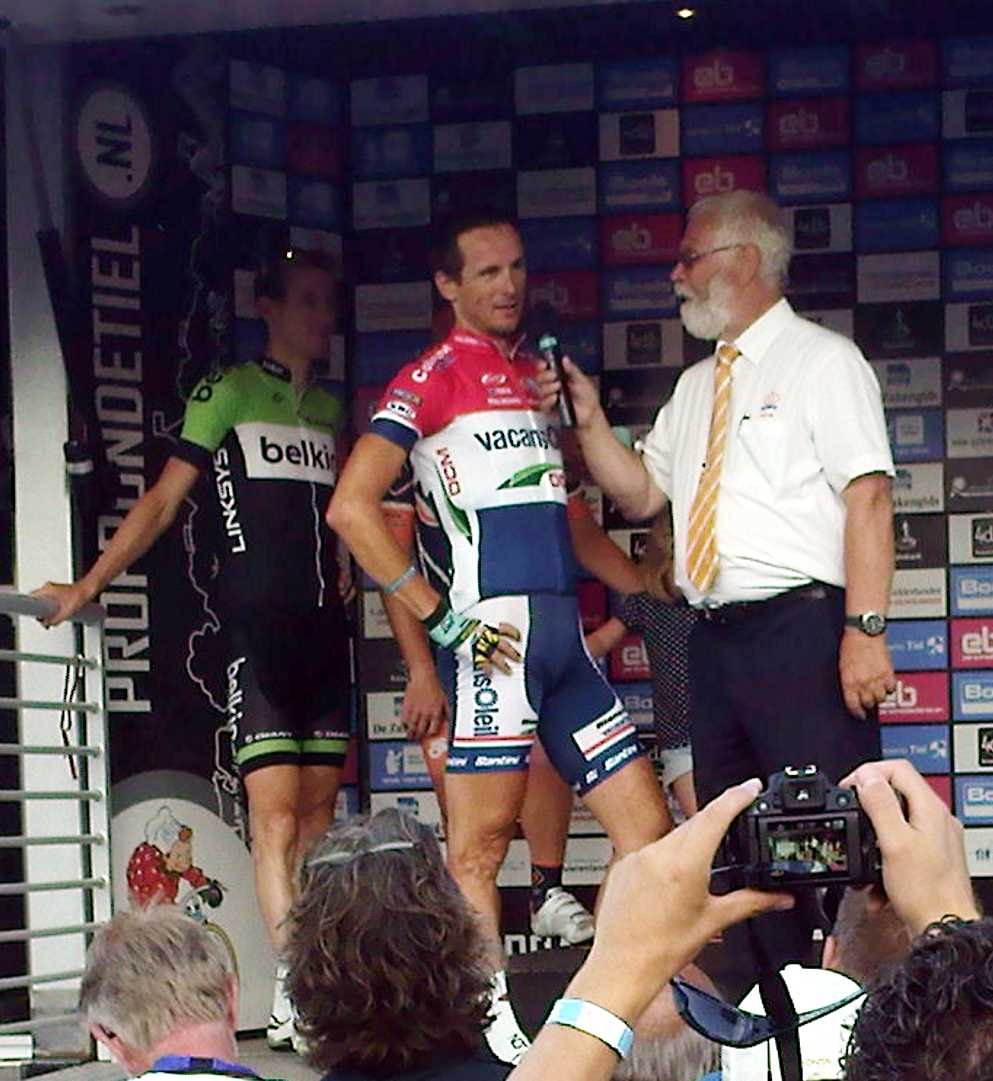
Winnaar Johnny Hoogerland op het podium, 2013

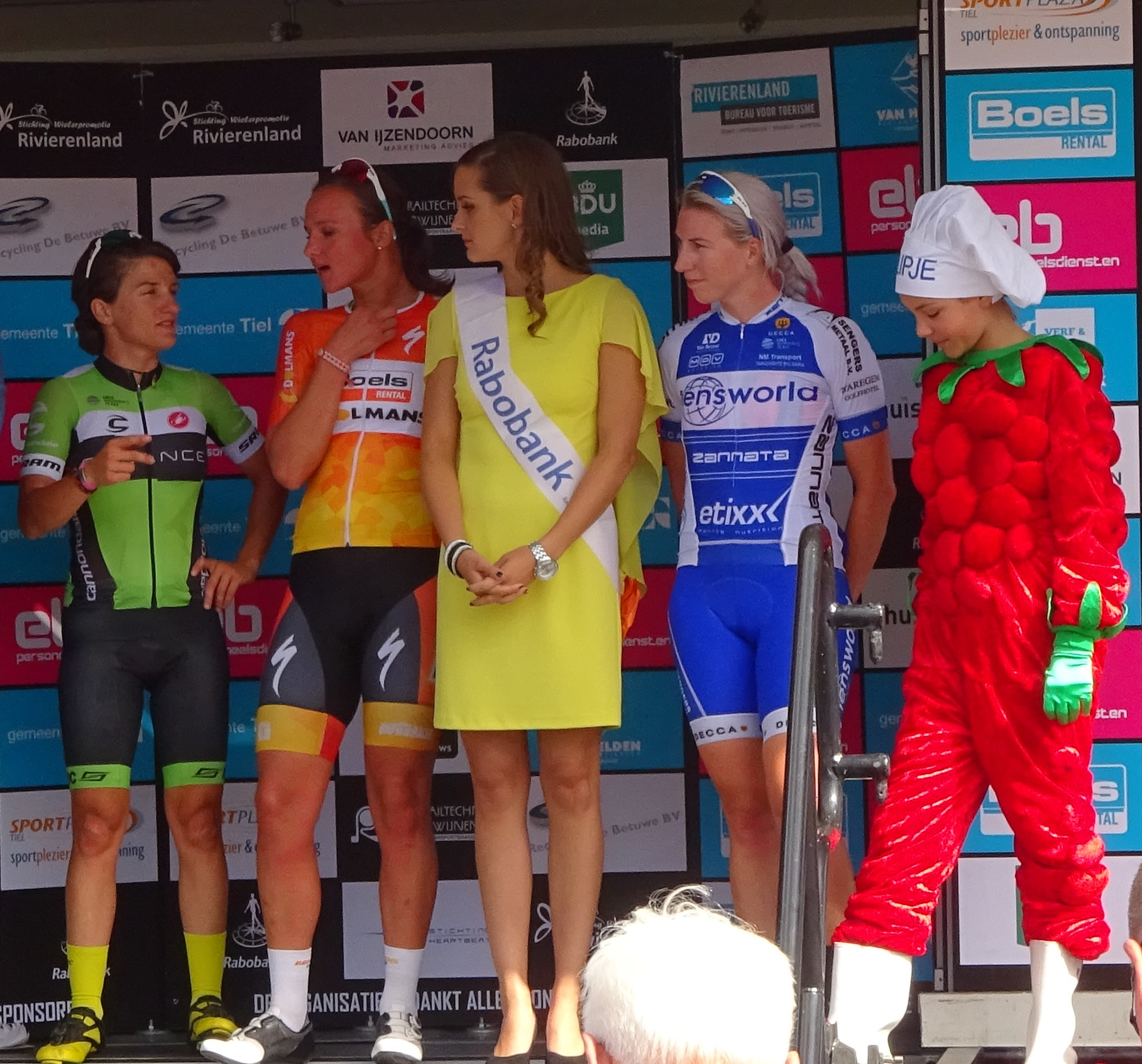
Winnaars damescriterium 2016

### Mannen
| Editie | 1e                | 2e                  | 3e                |
| ------ | ----------------- | ------------------- | ----------------- |
| 2011   | Laurens ten Dam   | Johnny Hoogerland   | Rob Ruijgh        |
| 2012   | Karsten Kroon     | Laurens ten Dam     | Kenny van Hummel  |
| 2013   | Johnny Hoogerland | Bauke Mollema       | Bobbie Traksel    |
| 2014   | Laurens ten Dam   | Sebastian Langeveld | Lieuwe Westra     |
| 2015   | Bauke Mollema     | Lars Boom           | Wilco Kelderman   |
| 2016   | Wilco Kelderman   | Laurens ten Dam     | Patryk Stosz      |
| 2017   | Tom Dumoulin      | Laurens ten Dam     | Dylan Groenewegen |

### Prominenten
| Editie       | 1e              | 2e                   | 3e                  |
| ------------ | --------------- | -------------------- | ------------------- |
| 2015         | Henk Lubberding | Jan van Houwelingen  | Johan van der Velde |
| 2016 (derny) | Gert Jakobs     | Jean-Paul van Poppel | Bart Voskamp        |
| 2017         | Andrea Tafi     |                      |                     |

### Vrouwen
| Editie | 1e                   | 2e                   | 3e                   |
| ------ | -------------------- | -------------------- | -------------------- |
| 2013   | Marianne Vos         | Lucinda Brand        | Ellen van Dijk       |
| 2014   | Anna van der Breggen | Moniek Tenniglo      | Sandra van Veghel    |
| 2015   | Stephanie Roorda     | Eva Buurman          | Jarmila Machačová    |
| 2016   | Chantal Blaak        | Nina Kessler         | Valentina Scandolara |
| 2017   | Chantal Blaak        | Annemiek van Vleuten | Anna van der Breggen |

### Amateurs
| Editie | 1e                  | 2e                     | 3e               |
| ------ | ------------------- | ---------------------- | ---------------- |
| 2011   | Stephan Borsboom    | Marcel Alma            | Jesper de Hoog   |
| 2012   | Robert de Poel      | Pascal Schoots         | Rens Trommels    |
| 2013   | Pascal Schoots      | Brian Burggraaf        | Remco Bertelink  |
| 2014   | Rik Nederlof        | Eddy Hermsen           | Johan Hendriks   |
| 2015   | Eddy van IJzendoorn | Thijs Wolsink          | Remco Bertelink  |
| 2016   | Eddy van IJzendoorn | Martin van Plateringen | Jordy Beuker     |
| 2017   | Frank Visser        | Bart Lemmen            | Dennis Steverink |